# Megalara garuda
Megalara garuda je vrsta os iz rodu Megalara iz družine grebač, poddružine Larrinae. Vrsto je odkril profesor entomologije in ravnatelj Bohartovega entomološkega muzeja Lynn Kimsey leta 2011 v gorovju Mekongga na jugovzhodnem delu indonezijskega otoka Sulavezi. Približno v istem času je to vrsto os odkril tudi Michael Ohl, kurator in predstojnik oddelka za entomologijo berlinskega muzeja Museum für Naturkunde.
Vrsto sta skupaj opisala Kimsey in Ohl, poimenovala pa sta jo po mitološkem indonezijskem bojevniku Garudi.
Samci te vrste dosežejo v dolžino povprečno okoli 33 mm in imajo izrazito velike čeljusti. Samice so nekoliko manjše, a še vedno večje od ostalih vrst v poddružini. Samci in samice so svetleče črne barve s črnimi krili. Vrsta je izrazit plenilec. Osebki lovijo posamično ostale vrste žuželk.